# L’eredità
L’Eredità (deutsch: die Erbschaft) ist eine Quizsendung im Vorabendprogramm des italienischen TV-Senders Rai Uno. Bei der Sendung handelt es sich um das älteste bestehende italienische Fernsehquiz; es wurde zum ersten Mal am 29. Juli 2002 ausgestrahlt. Die Sendung läuft täglich von 18.45 Uhr bis 20.00 Uhr, außer in der Sommerpause von Anfang Juni bis Ende September.
Das Konzept der Sendung geht auf die von Marcelo Ferrero für den argentinischen Fernsehsender Telefe entwickelte Sendung El legado zurück, deren Idee in viele Länder der Welt, vor allem in Südamerika, aber auch nach Europa verkauft wurde. Die italienische Adaption hat ihrerseits viele Fassungen in anderen Ländern beeinflusst.
Von 2018 bis 2023 wurde L'eredità von Flavio Insinna moderiert. Vor ihm präsentierten Amadeus (2002–2006), Carlo Conti (2006 bis 2015 und 2017/18) und Fabrizio Frizzi (von 2014, bis er 2018 verstarb) das Quiz. Seit Januar 2024 ist Marco Liorni der Moderator bzw. Spielleiter. Sieben Kandidaten nehmen teil. In jeder Runde scheidet ein Konkurrent aus und „vererbt“ (l'eredità = das Erbe) sein erspieltes Guthaben an den Spieler, gegen den er im Entscheidungsspiel verloren hat.
Der Moderator wird von (ursprünglich) vier „Professoresse“ genannten Tänzerinnen (Vallette) unterstützt, die auch Fragen und Erklärungen zu den Antworten beisteuern. Bis Juni 2009 waren Sara Facciolini, Roberta Morise (derzeitige Gefährtin von Conti), Elena Ossola und Angela Tuccia im Einsatz. Seit September 2009 wurden die Professoresse durch die vier deutlich jüngeren Cristina Buccino, Serena Gualinetti, Benedetta Mazza und Enrica Pintore ersetzt. 2018 waren es Eleonora Arosio, Vera Santagata, Laura Dazzi und Chiara Esposito. Seit dem 19. Jahr der Sendung gibt es nur noch zwei Professoresse, von 2021 bis 2023 waren dies Sara Arfaoui und Ginevra Francesca Pisani; in der 22. Staffel, seit Januar 2024, haben Michelle Masullo und Naomi Buonomo diese Rolle.
Die 19. Staffel in der Saison 2020/21 wurde unter den Bedingungen der COVID-19-Pandemie produziert, ohne Publikum im Studio 4 der Studi televisivi Fabrizio Frizzi in Rom und mit den erforderlichen Abständen zwischen den Akteuren. Die Sehbeteiligung lag bei durchschnittlich 22,68 % bzw. 4 787 000 Fernsehzuschauern. Damit ist L'Eredità die wichtigste Vorabendsendung des italienischen Fernsehens. Insgesamt sind mittlerweile über 4600 Sendungen erschienen.

## Spielfolgen früherer Sendungen

### 1. Runde
Die erste Runde heißt „Vero o Falso“ (= Wahr oder Falsch). Der Präsentator stellt Behauptungen auf und die Kandidaten müssen der Reihe nach beurteilen, ob sie meinen, dass sie stimmen. Nach dem zweiten Fehler des gleichen Kandidaten kommt es zur Elimination. Der gescheiterte Kandidat zeigt auf einen Konkurrenten „mit dem Finger“ (punta il dito contro un avversario). Der solcherart Herausgeforderte wählt eine von drei Fragen (A, B oder C), ohne die Schwierigkeitsreihenfolge zu kennen. Kann er sie beantworten, scheidet der ursprünglich gescheiterte Kandidat aus und übergibt sein Guthaben an den richtigen Rater (Daher der Name der Sendung). Im Falle einer falschen Antwort wird umgekehrt verfahren.

### 2. Runde
Beim nächsten Spiel Domino musste zu einem gegebenen Wort ein Passendes aus einer Liste von 5 Wörtern ausgewählt werden. Zu diesem wieder eines und so weiter, wobei die Liste immer ergänzt wurde. Im Laufe der Staffel 2008/09 wurde das Spiel in I Fantastici Quattro = „Die großartigen Vier“ geändert, dabei müssen vier bekannten Persönlichkeiten (z. B. Leonardo da Vinci, Thomas A. Edison, Archimedes und Benjamin Franklin) verschiedene Eigenschaften, Zitate oder Lebensstationen zugeordnet werden. Ab 2010/11 werden als Option immer vier Jahre angegeben und die Kandidaten müssen erraten, in welchem Jahr die gefragte Frage gestellt wurde. Bei einem Doppelfehler kommt es wie bei Domino zur Elimination.

### 3. Runde
Beim nächsten Spiel „La Scossa“ (deutsch: Stromschlag) werden zu einer Frage neun Antworten vorgestellt, von denen eine richtig ist. Die Kandidaten müssen nun der Reihe nach die falschen Antworten wählen. Die richtige Antwort führt sofort zur Elimination (s. o.). Scossa ist das einzige Spiel, das seit Beginn der Serie unverändert blieb.

### 4. Runde
Das Spiel „Hit Parade“ ist das neue Spiel der Saison 2011/12, an der drei Konkurrenten teilnehmen. Sie müssen eine Serie von 7 Elementen in richtiger Reihenfolge sortieren. Das erste und das letzte Element steht schon in der Grafik. Dann erscheint ein anderes Element und der Konkurrent muss entscheiden, wo er/sie es hinplatzieren muss. Wenn der Konkurrent es richtig platziert hat, erscheint ein neues Element und darf weiterspielen. Der Konkurrent ist so lange an der Reihe, bis er/sie ein Element richtig hinplatziert. Wenn der Konkurrent ein Element falsch platziert, ist der Nächste dran. Das Spiel endet, wenn ein Konkurrent das letzte der 7 Elemente richtig platziert. Die beiden Konkurrenten, die nicht das Spiel gewonnen haben, spielen bei der Elimination gegeneinander.

### 5. Runde
Beim Finale (Duell) wählen die beiden Kandidaten abwechselnd eine Frage aus 8 Kästchen (ab Sommer 2009 verschiedenen Wissensgebieten wie z. B. „Italienische Sprache“ oder „Religion“ zugeordnet) mit vorerst nicht sichtbaren 10.000, dreimal 20.000, zweimal 30.000, 40.000, und 50.000 Euro. Richtig geraten bekommt der Spieler den Betrag, andernfalls geht der bisherige Gewinn an den Gegner. Hat ein Kandidat die vorletzte Frage richtig beantwortet und der andere ein so geringes Guthaben, dass er nicht mehr überholen kann, entfällt folgerichtig die letzte Frage.

### 6. Runde

#### Variante bis Herbst 2005
Der siegreiche Kandidat spielt nun alleine die Finalrunde. Es gilt nun, fünf Fragen mit jeweils fünf Antwortvorgaben zu lösen. Bei den ersten drei Fragen gibt es eine sogenannte „zweite Chance“, was bedeutet, dass der Finalist, sollte sich seine erste Antwort als falsch herausstellen, eine andere auswählen kann in der Hoffnung, dass diese stimmt. Die beiden letzten Fragen müssen direkt endgültig beantwortet werden, hier gibt es also keine zweite Chance. Die Auflösung erfolgt im Gegensatz zu anderen Quizshows nicht immer direkt nach dem Einloggen – nur bei den ersten drei Fragen erfährt der Kandidat im Falle einer richtigen Antwort sofort davon. Hat der Kandidat hier eine Frage falsch beantwortet und versucht hiernach, mit seiner zweiten Chance den Fehler zu korrigieren, erfolgt die Auflösung erst, nachdem alle fünf Fragen gestellt wurden. Die letzten beiden Fragen werden ebenfalls erst nach der eigentlichen Quizrunde aufgelöst. Hat der Kandidat alle fünf Fragen korrekt gelöst, gewinnt er den Hauptpreis. Mit vier richtigen Antworten erhält er einen deutlich geringeren Geldbetrag und darf in der kommenden Sendung erneut antreten. Schafft es der Kandidat nicht, vier Fragen richtig zu beantworten, geht er leer aus.

#### Variante ab Herbst 2005
Der verbliebene Spieler schreitet zur Guillotine. Aus jeweils zwei Wörtern muss eines ausgewählt werden. Das falsche Wort halbiert den bisherigen Gewinn. Aus den fünf richtigen Wörtern erschließt sich ein weiterer Begriff. Wird dieser auch erraten, bekommt der Kandidat seine gewonnene Summe. Hat er aus allen fünf Paaren das richtige gewählt und somit die volle Summe erhalten, darf er nicht wiederkommen. Andernfalls bekommt er als Champion in der nächsten Sendung noch eine Chance.

### Publikumsspiel
Seit September 2009 gibt es ein neues Spiel, an dem das Publikum per Telefon oder SMS teilnehmen kann, es nennt sich „Chi l’ha detto?“ (wer hat es gesagt) und bezieht gelegentlich auch andere Formen von Kommunikation (singen, schreiben, komponieren, …) mit ein. Ein Teilnehmer mit der richtigen Antwort gewinnt einen Einkaufsgutschein von 1000 €.